# ميخائيل بن آري
ميخائيل بن آري Michael Evenari (9 أكتوبر 1904 - 15 أبريل 1989 في القدس) عالم نبات إسرائيلي ألماني المولد.
حصل على جائزة إسرائيل في علوم النبات في عام 1986.

## حياته وعمله

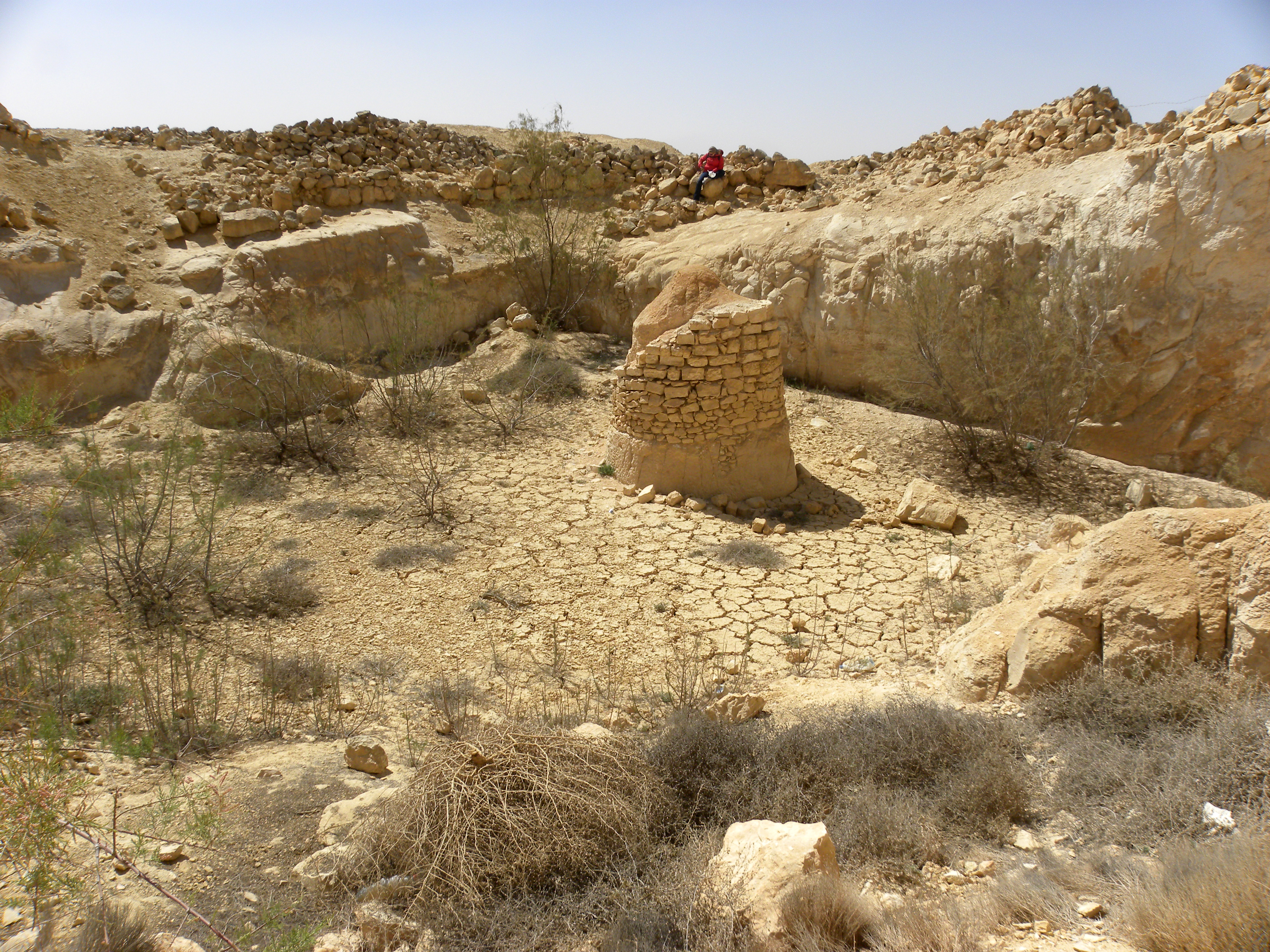
بقايا خزان أرضي نبطي، شمال مختيش رامون، جنوب إسرائيل.

ولد بن آري باسم فالتر شفارتس  لأبوين من اليهود الألمان. وعملت عائلته تجار في لورين، وهي مقاطعة تم تداول السيطرة عليها مرارًا وتكرارًا بين فرنسا وألمانيا. وبعد الحرب العالمية الأولى ، أصبحت فرنسية مرة أخرى، واختارت عائلة شفارتس ألمانيا، وأجبرت على الهجرة. ونشأ بالقرب من ماربورغ وبوخيناو في ولاية هيسن. ودرس علم النبات في جامعة دارمشتات التقنية وحصل على الدكتوراه عام 1927 تحت رعاية مارتن موبيوس.

### الانتداب البريطاني وإسرائيل
فر بن آري من ألمانيا النازية في 1 أبريل 1933 وعمل في القدس كأستاذ في الجامعة العبرية في القدس.
انضم إلى الهاغانا وقاتل في حرب فلسطين عام 1948.
وكانت أبحاثه حول إدارة مياه الأمطار الجارية في الأنباط حاسمة بالنسبة للزراعة الإسرائيلية الحديثة، وأوضحت أيضًا كيف تمكنت الثقافة النبطية من توفير الإمدادات لآلاف السكان في مناخ جاف مماثل. وأظهر أن أنظمة جمع مياه الأمطار الجارية تعمل على تركيز المياه من مناطق أكبر وتسمح حتى الآن بزراعة النباتات ذات الاحتياجات المائية الأعلى في البيئة القاحلة . وأوضحت الآلية مجموعة متنوعة من المعالم الزراعية القديمة، والأودية المصطبة، وقنوات تجميع مياه الأمطار الجارية، وظاهرة "طليلة العنب" تلال العنب.[محل شك]
وكان مهتما بالتراث الثقافي للبدو، وكان ينظر إليهم على أنهم "آباء" أكثر من "أبناء الصحراء".
كما عمل أيضًا على تطوير وقود الطحالب، وهو نوع خاص من الموارد المتجددة والوقود الحيوي.

## الجوائز
في عام 1966 عين بن آري عضوًا في ليوبولدينا وهي الأكاديمية الوطنية الألمانية للعلوم. وفي عام 1977 منحته جامعة دارمشتات للتقنية (جامعته الأم) الدكتوراه الفخرية.
وحصل على جائزة إسرائيل عام 1986. وفي عام 1988 حصل على جائزة بالزان بالاشتراك مع أوتو لودفيج لانج. وفي عام 2001 سمي باسمه منتدى بن آري، وهو مركز مقره دارمشتات للدراسات الألمانية اليهودية في مجالات التكنولوجيا وعلوم الطبيعة والتاريخ والدراسات الثقافية.
وفي عام 2010 تم وضع حجر تعثر يحمل اسمه في دارمشتات في حرم الجامعة.

## الكتب المنشورة، مختارات
- النقب - تحدي الصحراء مطبعة جامعة هارفارد، كامبريدج (ماساتشوستس) 1971؛ 1982
- أبحاث بيئية زراعية في النقب - تحليل نظام بيئي صحراوي - الجامعة التقنية في درامشتات 1982
- والصحراء تنبت ثمارا سيرة ذاتية 1990

## روابط
- ميخائيل بن آري على موقع الجامعة التقنية في درامشتات
- ميخائيل بن آري - بقلم هانز ديتر أرنتس